# Stéphanie de Montaneis
Stéphanie de Montaneis est un médecin à Lyon du milieu du XIIIe siècle.
Le XIIIe siècle est une époque qui s'est avérée difficile pour les femmes qui essayent d'entrer dans le domaine médical via le système éducationnel traditionnel. Certaines femmes réussissent à devenir médecin car leur famille est dans la médecine. Le père de Stéphanie, Étienne de Montaneis, était médecin à Lyon et il est plus que probable qu'elle a reçu sa formation de lui. En 1265, elle était désignée par le terme de medica.
Le nom de Stéphanie de Montaneis fait partie de la Liste des femmes mentionnées sur The Dinner Party, une installation artistique de Judy Chicago.